# باريت تروتر
باريت تروتر (بالإنجليزية: Barrett Trotter)‏ هو لاعب كرة قدم أمريكية أمريكي، ولد في 10 فبراير 1989 في موبيل في الولايات المتحدة.